# Cóc mày Sung
Cóc mày sung (danh pháp khoa học: Leptolalax sungi) là một loài ếch trong họ Megophryidae. Nó là loài đặc hữu của Việt Nam.
Các môi trường sống tự nhiên của chúng là các khu rừng ẩm ướt đất thấp nhiệt đới hoặc cận nhiệt đới, rừng mây ẩm nhiệt đới và cận nhiệt đới, và các con sông. Tình trạng bảo tồn của nó hiện chưa đủ thông tin. Loài này chỉ thấy ở một dòng suối gần huyện Tam Đảo, khoảng 925 mét trên mực nước biển. Mắt của nó có màu vàng kim-lục óng ánh.